# Genius (sítio eletrónico)
Genius, inicialmente chamado Rap Exegesis e posteriormente Rap Genius, é uma empresa estadunidense de mídia digital originalmente fundada em 27 de agosto de 2009, por Tom Lehman, Ilan Zechory e Mahbod Moghadam. O seu sítio funciona como uma enciclopédia musical on-line, e permite que os usuários adicionem anotações e interpretações de letras de músicas, explicações de notícias, fontes, poesias e documentos.
Originalmente lançado como Rap Genius, com um foco em hip-hop, a empresa atraiu a atenção e o apoio de celebridades, bem como de capital de risco, permitindo o seu crescimento. O sítio expandiu em 2014 para abranger outras formas de mídia, como pop, literatura e R&B, e adicionou uma plataforma com anotações integradas. No mesmo ano, foi lançada uma aplicação para iPhone. Para refletir estes novos objetivos, o sítio foi relançado como Genius em julho de 2014. Uma versão para Android foi lançada em agosto de 2015, e em 2016 e 2017, a empresa começou a produzir conteúdo original focado em música e a organizar eventos e concertos ao vivo.

## História

### Sítio de letras antes do Rap Exegesis (década de 2000)
Antes da criação deste sítio, existiam websites específicos para procurar letras, como AZLyrics ou SongMeanings. Alguns eram voltados para gêneros específicos, enquanto outros incluíam tablaturas de guitarra ou MIDI (como no Karaoke). Poucos sítios de letras da época incorporavam as músicas que deveriam ser transcritas, e ainda menos tinham anotações para explicar legendas como amostras, interpolações, referências a outras letras, jogos de palavras, duplos sentidos ou esquemas de rimas.
O Genius começou como um sítio de letras focado em hip-hop e foi inicialmente chamado Rap Exegesis. O nome foi alterado para Rap Genius em dezembro de 2009, porque "exegesis" era difícil de soletrar para os usuários.

### Fundação e anos iniciais (2009–2012)

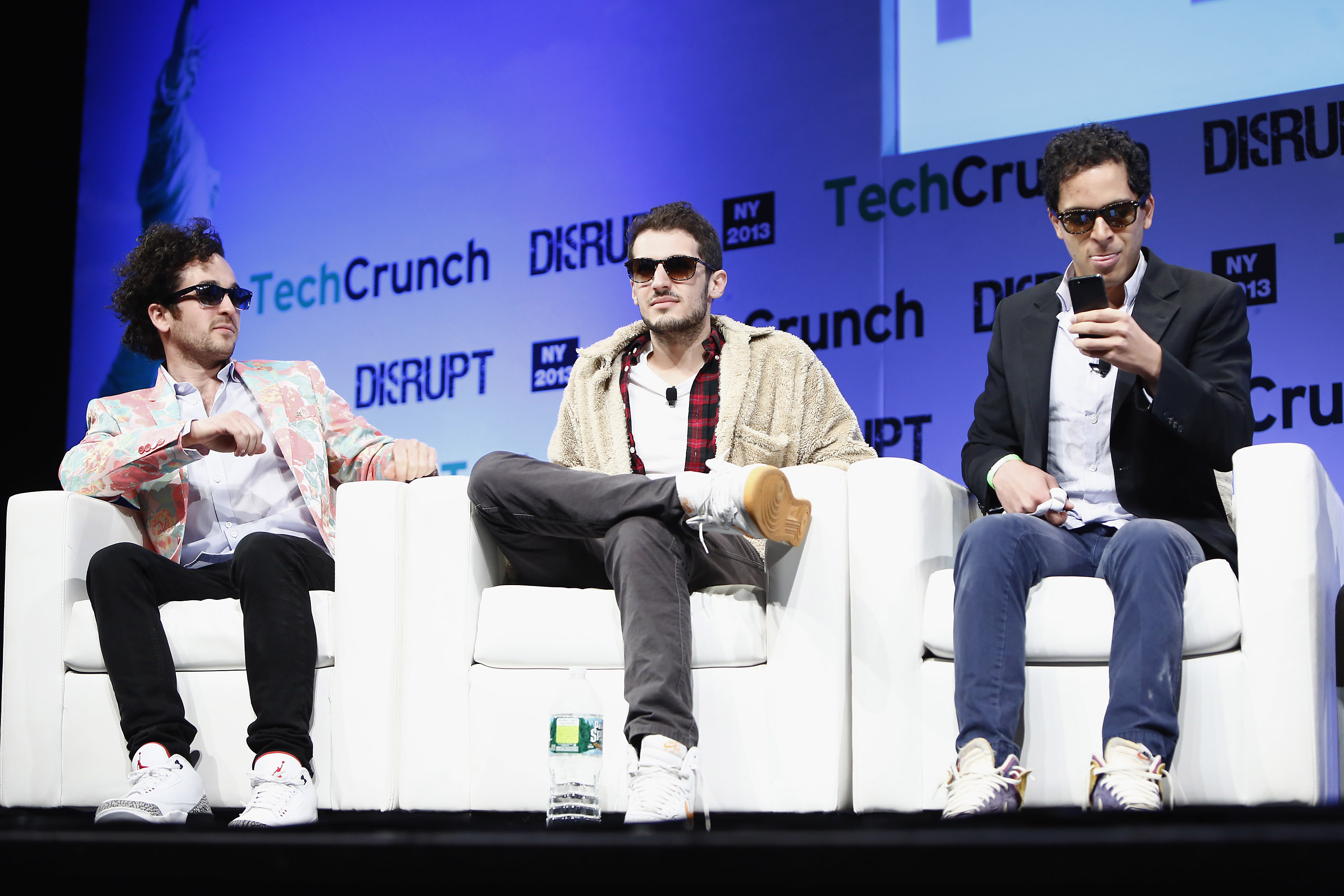
Tom Lehman, Ilan Zechory e Mahbod Moghadam, fundadores do Rap Genius, falaram no palco durante o TechCrunch Disrupt New York 2013

Foi criado em agosto de 2009 pelos fundadores Tom Lehman (que "escreveu a primeira linha de código" para o sítio às 12:30 do dia 19 de agosto de 2009), Ilan Zechory e Mahbod Moghadam, os três dos quais se conheceram durante os seus anos de graduação na Universidade Yale. Lehman e Moghadam tiveram a ideia para o sítio no verão de 2009, quando Lehman perguntou a Moghadam sobre o significado de uma letra de Cam'ron. Depois que Lehman construiu a versão inicial do sítio, ele — com os cofundadores Moghadam e Zechory — decidiu deixar os seus empregos na D.E. Shaw e no Google para seguir a ideia a tempo inteiro e concretizá-la.

#### Fundação inicial
Em 2011, recebendo mais de 1 milhão de visitantes únicos por mês, o Rap Genius candidatou-se ao incubador de startups Y Combinator e "tornou-se a startup de crescimento mais rápido na história do Y Combinator", conseguindo 1,8 milhões de dólares em financiamento inicial, o que permitiu aos fundadores ocupar escritórios em Williamsburg, Brooklyn. Em 2012, a empresa recebeu um investimento adicional de 15 milhões de dólares da firma de capital de risco baseada no Vale do Silício Andreessen Horowitz (também conhecida como a16z), impulsionado em parte pelo esforço do parceiro Marc Andreessen em construir uma funcionalidade de anotação em grupo num navegador web. Ben Horowitz descreveu o Genius como "uma das coisas mais importantes que já financiámos". Os três cofundadores da empresa foram nomeados para a lista Forbes 30 Under 30 em dezembro de 2012.

#### Estabelecimento de contas verificadas
O sucesso popular da empreitada foi exemplificado pela participação de artistas como o rapper de Queensbridge Nas, 50 Cent, RZA e A$AP Rocky, levando a empresa a criar uma designação de "Artistas Verificados". Contas verificadas são oferecidas a artistas estabelecidos, que podem anotar, moderar e editar as suas próprias letras. Essas anotações são destacadas em verde, em vez do cinza habitual. Nas tornou-se o primeiro artista verificado, usando a plataforma para postar numerosas explicações das suas letras e desmentir algumas interpretações erradas, bem como para comentar as letras de outros rappers que ele admirava. Como parte do seu apoio ao Genius, Nas "lançou as letras do seu novo single "The Don" no Rap Genius um dia antes de publicar a música".
Masta Killa, Inspectah Deck, RZA, GZA, Ghostface Killah e Raekwon, membros do grupo de hip-hop americano Wu-Tang Clan, também obtiveram contas verificadas no Genius. No final de 2012, a romancista Bacchus Paine tornou-se a primeira autora de prosa a lançar uma obra atual e a anotar voluntariamente parte do seu próprio trabalho.

### Controvérsias Iniciais (2013–2014)
Na tentativa de expandir o conceito para outros géneros culturais, o Genius lançou vários novos canais em 2013, incluindo Rock Genius e Poetry Genius. O serviço também adicionou a capacidade para editores externos integrarem a plataforma do Rap Genius em outros sites para criar artigos anotados. No entanto, a empresa também enfrentou alguns problemas familiares no campo do conteúdo on-line.

#### Disputa de publicação musical
Em outubro de 2013, o Rap Genius foi um dos cinquenta sítios visados com notificações pela National Music Publishers Association devido à publicação não licenciada de letras de músicas on-line. Ao contrário do Genius, a maioria dos sítios visados eram suportados por anúncios. Em resposta, Zechory afirmou que "não podem esperar para ter uma conversa com eles sobre como todos os escritores podem participar e beneficiar do projeto de conhecimento do Rap Genius". Em 2014, o Rap Genius celebrou um acordo de licenciamento com editores musicais que cobria tanto a publicação passada quanto a futura de letras de músicas.

#### Penalização no Google
Em dezembro de 2013, o Google penalizou o Rap Genius por violar as suas diretrizes de backlinks, particularmente pela participação em redes de blogs, removendo-o dos principais resultados de pesquisa. Mesmo com a pesquisa "rap genius", os resultados do rapgenius.com não apareciam nos principais resultados. Em vez disso, os principais resultados mostravam as páginas do Rap Genius no Twitter, Facebook e Wikipédia, bem como notícias relacionadas à penalização. Isso ocorreu depois que o blogger e colaborador do Rap Genius, John Marbach, expôs o esquema de links para manipular os resultados de pesquisa do Google, oferecendo Tweets ou compartilhamentos no Facebook em troca de links para o Rap Genius com textos ricos em palavras-chave. O Rap Genius publicou um pedido de desculpas, prometendo parar e reverter a prática. O Rap Genius também destacou que os seus concorrentes estavam participando em práticas semelhantes ou piores e pediu ao Google que analisasse "todo o panorama de busca de letras" e melhorasse os resultados de busca de letras. Dez dias depois, após remover os links que violavam as "diretrizes de qualidade do Google", o Rap Genius recuperou parcialmente da penalização.

#### Demissão de Mahbod Moghadam
A Fast Company incluiu Mahbod Moghadam, cofundador do Rap Genius, na sua lista das Pessoas Mais Criativas de 2013. No entanto, no início de 2014, Moghadam havia reduzido o seu envolvimento no Genius para um papel a tempo parcial, devido a complicações após uma cirurgia para meningioma, um tumor cerebral benigno. Em maio de 2014, Moghadam renunciou após anotar o manifesto do assassino em série de Isla Vista, Elliot Rodger, de maneiras consideradas inadequadas. Moghadam morreu em março de 2024 devido a complicações relacionadas com o tumor cerebral.

### Expansão erebranding(2014–2015)

#### Novos aplicativos e funcionalidades
A empresa recuperou-se com o lançamento de um aplicativo para iOS em 28 de janeiro de 2014, também chamada "Genius". O cofundador do Genius, Tom Lehman, afirmou no lançamento: "este é o verdadeiro lançamento do Rap Genius. Neste momento, mais de metade do nosso tráfego vem de dispositivos móveis. Em breve, será 100%".
Em março de 2014, o Genius lançou uma funcionalidade que permitia aos utilizadores "incorporar" textos anotados em outros sites. Felix Salmon, da Reuters, foi um dos primeiros utilizadores notáveis, usando a plataforma para criar uma análise anotada da primeira declaração do FOMC de Janet Yellen. Nas incorporou o álbum completo de Illmatic anotado no seu sítio para promover o lançamento de Illmatic XX.

#### Relançamento como "Genius" e novas funcionalidades
Em 12 de julho de 2014, refletindo as suas recentes expansões e o crescimento para uma plataforma, o Rap Genius foi relançado como Genius. Os cofundadores afirmaram que a mudança se deu porque a maioria dos usuários da internet não se aprofunda em histórias que encontram, e que o Genius visava "ajudar a perceber a riqueza e profundidade em cada linha de texto". A empresa também arrecadou mais 40 milhões de dólares em financiamento da série B, liderado pelo investidor Dan Gilbert, presidente da Quicken Loans (hoje Rocket Mortgage) e proprietário dos Cleveland Cavaliers. Com a expansão das suas operações, o Genius mudou-se de Williamsburg, Brooklyn para Gowanus, Brooklyn. O Genius também conseguiu o apoio de artistas, incluindo investimentos de Eminem, Nas e Pharrell Williams.
Em determinado momento, Kanye West, fã do Genius, enviou um esboço de redesign para o investidor Ben Horowitz. Embora Lehman tenha ficado impressionado, dizendo ao Business Insider que futuros redesigns poderiam usar elementos do esboço, o redesign não foi utilizado. Em meados de 2015, com o seu logo e página redesenhados, o Genius lançou a seu aplicativo para Android, que inicialmente permitia aos utilizadores pesquisar e votar em anotações.

#### Expansão da equipe e novas parcerias
O jornalista de hip-hop Rob Markman foi contratado pelo Genius como gerente de relações com artistas. Em setembro de 2015, o Genius fez uma parceria com o The Washington Post para anotar os vários debates presidenciais que estavam decorrendo na altura. No mês seguinte, o Genius anunciou a contratação de Brendan Frederick, anteriormente da Complex, como diretor de conteúdo.
Em 2015, Rick Rubin, A-Trak, The-Dream e Eminem foram alguns dos que criaram contas verificadas. O autor vencedor do Prêmio Pulitzer, Michael Chabon, também foi verificado e contribuiu com várias anotações. O compositor e letrista Lin-Manuel Miranda também tem uma conta verificada, com a qual frequentemente participa em discussões sobre as letras dos seus musicais In the Heights e Hamilton.

#### News Genius
O News Genius é uma plataforma de anotação web lançada no final de 2015 ou início de 2016. Em janeiro de 2016, a Casa Branca começou a usar o Genius para fornecer anotações nas publicações on-line dos discursos sobre o Estado da União do então presidente Barack Obama. A plataforma News Genius foi controversa porque permitia adicionar anotações a sítios, incluindo pessoais, sem o consentimento do webmaster e sem uma opção de recusa de ter anotações.
A partir de 2023, o site News Genius continua ativo, mas não foi atualizado desde 2016; já não é possível fazer log-in e deixar novas anotações.

### Lançamento de conteúdo (2016–2021)
O Genius começou a oferecer conteúdo original em 2016, começando com uma integração "Behind the Lyrics" em colaboração com o Spotify, que "associa anotações pop-up com faixas selecionadas do serviço de streaming, bem como conteúdo exclusivo de artistas", lançando com conteúdos de Pusha T, Tinashe e Diplo. Inicialmente disponível apenas para iOS, "Behind the Lyrics" tornou-se disponível para Android em abril de 2017. Em outubro de 2018, o Genius anunciou uma parceria com o Apple Music, onde os assinantes do Apple Music poderiam ouvir músicas completas diretamente do sítio. Além disso, o Genius forneceria letras para o principal serviço do Apple Music. Em 4 de fevereiro de 2020, o Apple Music e o Genius anunciaram uma parceria expandida, destacando a estreia antecipada da série de conteúdo principal "Verified" no Apple Music, com o Apple Music juntando-se como coprodutores do programa. O acordo é visto como parte de uma iniciativa maior da Apple para trazer conteúdo exclusivo para a sua plataforma em meio à concorrência de outras plataformas de streaming, como Spotify, YouTube e Amazon Music.
O Genius começou a planejar a criação de conteúdo em vídeo original e, em junho de 2016, anunciou a contratação de Regina Dellea, anteriormente da Mic, como chefe de vídeo. Entre os programas planejados que Dellea foi contratada para supervisionar estava o "Genius Level", uma série de entrevistas no estilo de Inside the Actors Studio, apresentada por Rob Markman. Em 2016, o Genius lançou a série de vídeos "Verified", que apresentava artistas como Mac Miller, Ice Cube e Common decodificando as suas músicas na câmera, e desde então lançou várias outras séries, incluindo "Deconstructed" (na qual produtores analisam as faixas que criaram) e "IRL", uma série de entrevistas ao longo da carreira iniciada com DJ Khaled como o primeiro entrevistado. Em setembro de 2016, o Genius anunciou a adição de Steve Stoute, fundador e CEO da empresa de desenvolvimento e marketing de marcas Translation, ao seu conselho de diretores. Em 2017, o Genius colaborou com Logic para produzir um episódio de "Verified" para cada música do seu álbum. Logic havia anteriormente mencionado o Genius na sua música "Slave II", do álbum Bobby Tarantino de 2016, com a linha "I'm a Rap Genius like Rob Markman".
Também recebeu um investimento adicional de 15 milhões de dólares em 2018, elevando o seu financiamento total para 79 milhões de dólares desde 2009. Em junho de 2019, o Genius acusou o Google de copiar letras do Genius.com sem permissão e publicá-las diretamente nas páginas de pesquisa do Google. Isso resultou numa queda no tráfego para o Genius.com. Em dezembro de 2019, essa acusação escalou para uma ação judicial movida em Nova Iorque, buscando 50 milhões de dólares em danos combinados contra o Google e a LyricFind, uma empresa canadiana que fornece letras licenciadas para empresas incluindo Google, Amazon e Microsoft. A juíza Margo Brodie rejeitou a ação em agosto de 2020, constatando que as transcrições de letras do Genius eram obras derivadas das músicas transcritas, o que significava que o Genius não detinha o direito autoral das letras e não poderia reivindicar a exibição delas pelo Google como uma violação de direitos autorais. A rejeição foi mantida em março de 2022, após apelação.

#### Eventos ao vivo
O Genius começou a organizar eventos ao vivo na sua sede no Brooklyn em 2017. Em 26 de abril de 2017, o Genius sediou uma festa de lançamento com o rapper Wale para o lançamento do álbum SHiNE de Wale. A primeira entrevista ao vivo do Genius Level ocorreu em maio de 2017, com The-Dream. Em 7 de setembro de 2017, Rob Markman entrevistou Issa Rae diante de uma plateia ao vivo. O Genius realizou o seu primeiro evento de concerto ao vivo em 9 de setembro de 2017, com o festival IQ/BBQ na sede do Genius. O evento contou com apresentações de artistas como Pusha T, Dej Loaf, A Boogie wit da Hoodie e foi produzido em parceria com a Adidas e a Atari.
Em parceria com o Dropbox, o Genius realizou um evento ao vivo em 2018 chamado "Lyrics to Life", uma exposição de arte de quatro dias com instalações artísticas inspiradas na música.
Durante a pandemia de COVID-19, o Genius adaptou parte da sua estratégia de conteúdo original para se concentrar numa abordagem de transmissão ao vivo, com destaque para uma nova série, "Genius Live", hospedada diretamente no sítio. O objetivo é ser uma nova plataforma que facilita a interação entre artistas e fãs e oferece oportunidades diretas de monetização. As funcionalidades lançadas com a estreia permitiram que os fãs votassem diretamente no setlist, solicitassem saudações do artista, participassem de festas de visualização para a possibilidade de serem exibidos na transmissão, realizassem encontros virtuais e contribuíssem para recompensas coletivas, como desbloquear uma música inédita. Produtos personalizados criados especificamente para a transmissão do Genius Live também são colocados à venda durante a apresentação. Entre os artistas contratados pela equipe de Relações com Artistas desde o lançamento estão Vory, Mariah the Scientist, Wiz Khalifa, Ty Dolla $ign e The Kid Laroi.

#### Merchandise
O Genius começou a vender produtos de marca em meados de 2016 e realizou uma "colaboração em camisetas com a linha Play Cloths do rapper Pusha T para o Art Basel" em dezembro de 2016. Em 2017, o Genius expandiu a sua oferta de mercadorias com o lançamento da coleção "1997", com um conjunto de estilos e temas inspirados em eventos culturais de 1997.

### Aquisição pela MediaLab (2021–presente)
A Genius Media foi adquirida pela holding MediaLab em setembro de 2021 por USD$80 milhões. O Genius firmou um acordo com a MediaLab, que também possui outros serviços e aplicativos virais como Kik e Datpiff, para vender o website, pois era "o parceiro ideal para impulsionar o Genius para frente". Imediatamente após a aquisição, a Bloomberg anunciou que o Genius estava demitindo funcionários, embora nenhum número oficial tenha sido divulgado. Isso ocorreu devido a uma "reestruturação" da MediaLab para mudar o foco do sítio para artistas emergentes.
Em 2024, a música "Euphoria" de Kendrick Lamar causou uma queda no Genius, um caso raro em que uma única música, em vez de um álbum, provocou tal ocorrência.

## Características

### Spotify
Em 2016, o Spotify iniciou uma parceria com o Genius para a funcionalidade "Behind the Lyrics", que exibiu letras e conteúdos do Genius para faixas selecionadas, permitindo aos usuários "ver letras anotadas para músicas enquanto as escutam". Inicialmente, ao exibir a arte do álbum enquanto tocava uma faixa, aparecia uma aba preta atrás da arte com a inscrição "Behind the Lyrics", que dava acesso à funcionalidade. Mais tarde, a funcionalidade foi colocada sob o próprio reprodutor de músicas, onde os usuários podiam rolar para cima para revelar o conteúdo completo.
Em 2021, a funcionalidade "Behind the Lyrics" do Spotify foi descontinuada mundialmente e substituída por uma nova funcionalidade de letras em tempo real, alimentada pelo Musixmatch. A nova funcionalidade havia sido testada desde 2019 e foi lançada em 26 dos mercados do Spotify em 2020.

## Pessoas-chave
A partir de 2017, os principais funcionários e colaboradores do Genius incluem: os seus fundadores, Tom Lehman e Ilan Zechory; os membros adicionais do conselho Ben Horowitz, Dan Gilbert e Steve Stoute; o diretor de conteúdo Brendan Frederick; e o Chefe de Relações Artísticas Rob Markman.
Entre os principais artistas que contribuíram para o Genius estão Lorde, Frank Ocean, Lin-Manuel Miranda, Selena Gomez, Phoebe Ryan, DJ Khaled, Nas, Eminem, Rivers Cuomo e Rick Rubin.